# Vlag van Orp-Jauche
De vlag van Orp-Jauche is op 29 januari 1996 bij raadsbesluit vastgesteld als de vlag van de Waals-Brabantse gemeente Orp-Jauche. De vlag kan als volgt worden beschreven:
Drie banen van rood, van geel en van rood, hoogteverhoudingen 3 : 2 : 3
De vlag werd pas op 28 maart 1997 bevestigd door de Franse Gemeenschapsregering. De vlag is gebaseerd op het wapen van de familie Wouters de Jauche, dat onder Nederlands bewind aan de voormalige gemeente Geten werd geschonken.